# Región de Foča
La Región de Foča (conocida de 1992 a 2004 como Región de Srbinje) es una de las siete regiones de la República Srpska, una de las dos entidades que componen Bosnia y Herzegovina. Su capital administrativa es la ciudad de Foča, y está localizada al este del país. 

## Lista de Municipios
1. Čajniče
2. Foča (antes conocida como Srbinje)
3. Kalinovik
4. Novo Goražde (antes conocida como Goražde Serbio)
5. Rudo
6. Trnovo (parte Sur)
7. Višegrad

- Datos: Q1314371
- Multimedia: Foča Region / Q1314371